# 微元法
微元法（英語：Differential element method），也叫元素法、微元素法、无穷小元素的求和法，是数学和物理中常用的一种求解数学和物理问题的方法。

## 概述
在求解力学量和物理量的实际应用中，很多新量的建立需要类似定积分中在求解面积和路程问题时分割、近似、求和、取极限的过程，为了使这一过程简化，微元法也就应运而生，微元法本身就是定积分的原始思想，它可以看做分割、近似、求和、取极限的简略过程，所以微元法也是一种思想方法。
历史上，在微积分的理论基础还不清楚，微分还没有严格定义时，微分被理解为一个比零大，但又比任何正数小的神秘的“数”，是无法理解的，这与现代明确的微分定义是不同的，它所对应的被度量的物理量就是微元。微元就是用这种无限小“微分”度量的具体的量，把微元理解为一个“无限小的过程”即“元过程”，这个“过程”可以是角度、线段、面、体，还可以是时间、位移、功等等，积分便是这些“无限小过程”之和，在求解力学量和物理量时，用这种想法可以快速地建立新量的积分表达式，因为这种想法方便实用，简便快捷，所以应用相当广泛。
当微积分的理论基础严格建立起来之后，旧的微分概念被抛弃了，取而代之的是现在的微分概念，微元法也有了严格的叙述方式，但在实际应用中，严格叙述较为繁琐，所以往往还是采用过去的理解，把微元看做“无限小的过程”。

## 内容
假设在某一实际问题中，对于给定的连续函数{\displaystyle y=f(x)}，量{\displaystyle Q}有以下三个特点：
1.一方面，{\displaystyle Q}是由区间{\displaystyle [a,b]}所决定的常量，不妨记之为{\displaystyle Q([a,b])}。另一方面，当考虑右端点变动的区间{\displaystyle [a,x](a<x\leq b)}时，{\displaystyle Q([a,x])}又依赖于{\displaystyle x}而成为变量，也就是说，它又是{\displaystyle x}的函数而简记为{\displaystyle Q(x)}。

2.对于{\displaystyle [a,b]}的每个子区间，{\displaystyle Q}都有确定的值，并且关于区间有可加性，即若{\displaystyle [\alpha ,\beta ]\subset [a,b],[\beta ,\gamma ]\subset [a,b]}，则
{\displaystyle Q([\alpha ,\gamma ])=Q([\alpha ,\beta ])+Q([\beta ,\gamma ]).}
3.部分量{\displaystyle \Delta Q_{i}}的近似值可表示为{\displaystyle f(\xi _{i})\Delta x_{i}}。
为了计算出量{\displaystyle Q}并把它表达为积分的形式，我们采取两个步骤：
第一步（分割、近似），将区间{\displaystyle [a,b]}进行分割，而得到
{\displaystyle a=x_{0}<x_{1}<\cdots <x_{n-1}<x_{n}=b},
并求出{\displaystyle Q([x_{i},x_{i+1}])}(即{\displaystyle \Delta Q_{i}})的近似值{\displaystyle f(\xi _{i})\Delta x_{i}}。
第二步（求和、取极限），将{\displaystyle f(\xi _{i})\Delta x_{i}}关于{\displaystyle i}从{\displaystyle 0}到{\displaystyle n-1}求和得到
{\displaystyle Q([a,b])=\sum _{i=0}^{n-1}Q([x_{i},x_{i+1}])\approx \sum _{i=0}^{n-1}f(\xi _{i})\Delta x_{i}}
令{\displaystyle max\left\{\Delta x_{i}\right\}\rightarrow 0}取极限，由于连续函数{\displaystyle f(x)}的可积性，最后得
{\displaystyle Q([a,b])=\int _{a}^{b}f(x)\,dx}
接下来我们把这个过程进行简化。

由上式可以知道
如果略去足码{\displaystyle i}，而将任意的小区间记为{\displaystyle [x,x+dx]}，并取{\displaystyle Q([x,x+dx])}的近似值为{\displaystyle f(x)dx}，由微分形式的微积分基本定理可知，它恰恰是{\displaystyle Q(x)}的微分，即{\displaystyle dQ=dQ(x)=f(x)dx} 于是在实际应用上，上述两个步骤可以简述为
第一步，在区间{\displaystyle [x,x+dx]}上计算{\displaystyle Q}的微分{\displaystyle dQ=f(x)dx}
第二步，在{\displaystyle [a,b]}上求和（求积）得
{\displaystyle Q=\int _{a}^{b}f(x)\,dx}
不论是几何的物理的还是其他科学技术的量，只要它具有上述的三个特点，我们就可以用这个一般的程式求出它。这种方法通常称为无穷小元素的求和法或微元法。而{\displaystyle dx}及{\displaystyle dQ}则称为无穷小元素或微元。由于在力学和物理学的大部分问题中，通过问题的实际意义可以知道，所求量的函数是连续函数，因此微元法总是可以应用的。